# Имадзава, Тэцуо
Тэцуо Имадзава (яп. 今沢哲男 Имадзава Тэцуо) — японский режиссёр. Родился 17 августа 1940 года в префектуре Оита, Япония. Написал сценарий к таким телесериалам, как «Кэнди-Кэнди», «Роза Версаля», мультфильму «12 месяцев» (совместно с киностудией Союзмультфильм).

## Карьера
Карьеру режиссёра начал в компании Hatena Production. После её закрытия перешёл в Studio Junio, где создал для телевидения такие аниме как Star of the Giants. Через некоторое время стал режиссёром Toei Animation.

## Режиссёр в анимации

### Аниме-сериалы
- Judo Sanka (柔道讃歌, 1974)
- Great Mazinger (グレートマジンガー, 1974)
- Hajime Ningen Giatrus (はじめ人間ギャートルズ, 1974)
- Shounen Tokugawa Ieyasu (少年徳川家康, 1975)
- Ikkyu-san (一休さん, 1975)
- Кэнди-Кэнди (キャンディ・キャンディ, 1976)
- Star of the Giants (巨人の星, 1977)
- Star of the Giants II (新・巨人の星II, 1979)
- Moby Dick 5 (ムーの白鯨, 1980)
- Taiyo no Shisha Tetsujin 28-go (太陽の使者 鉄人28号, 1980)
- Six God Combination Godmars (六神合体ゴッドマーズ, 1981)
- Kinnikuman (キン肉マン, 1983)
- Sangokushi (三国志, 1985)
- GeGeGe no Kitaro (ゲゲゲの鬼太郎, 1985)
- Sangokushi II (三国志II 天翔ける英雄たち, 1986)
- Transformers: Super-God Masterforce (トランスフォーマー 超神マスターフォース, 1988)
- Tetsujin 28-go FX (超電動ロボ 鉄人28号FX, 1992)
- Montana Jones (モンタナ・ジョーンズ, 1994)
- Digimon Adventure (デジモンアドベンチャー, 1999)
- Kamikaze Kaito Jeanne (神風怪盗ジャンヌ, 1999)
- Shinzo (マシュランボー, 2000)
- Digimon Tamers (デジモンテイマーズ, 2001)
- Digimon Frontier (デジモンフロンティア, 2002)
- Kinnikuman II (キン肉マンII世, 2002)
- Tsuribaka Nisshi (釣りバカ日誌, 2002)
- Ayakashi: Samurai Horror Tales (怪 〜ayakashi〜「四谷怪談」, 2006)
- Digimon Data Squad (デジモンセイバーズ, 2006)
- Powerpuff Girls Z (出ましたっ!パワパフガールズZ, 2006)
- Hatara Kizzu Maihamu Gumi (はたらキッズ マイハム組, 2007)
- Kaidan Restaurant (怪談レストラン, 2010)

### Анимационные фильмы
- Ikkyu-san Tora Taiji (一休さん 虎たいじ, 1976)
- Shin Star of the Giants (新・巨人の星, 1977)
- Roku Kami Gattai Goddomazu (六神合体ゴッドマーズ, 1982)
- Shonen Keniya (少年ケニヤ, 1984
- Chironuppu no Kitsune  (チロヌップのきつね, 1987)
- Sakigake!! Otokojuku (魁!!男塾, 1988)
- Utsunomiko (天上編 宇宙皇子, 1990)
- Кэнди-Кэнди (キャンディ・キャンディ, 1992)
- Tooi Umi Kara Kita Coo (Coo 遠い海から来たクー, 1993)
- Herumesu (ヘルメス 愛は風の如く, 1997)
- Digimon Tamers: Boukensha-tachi no Tatakai (デジモンテイマーズ 冒険者たちの戦い, 2001)

## Раскадровка
- 1986 — Драгонболл
- 1973 — Kouya no Shounen Isamu
- 1972 — Akado Suzunosuke